# Truth or Consequences, Novi Meksiko
Truth or Consequences je grad u okrugu Sierri u američkoj saveznoj državi Novom Meksiku. Prema popisu stanovništva SAD 2000. ovdje je živjelo 683 stanovnika. Topličko je naselje i okružno sjedište. 
Često ga se spominje na popisima neobičnih toponima.
Izvorno ime grada bilo je Hot Springs. Promijenio je zemljopisno ime 1950. godine. Novo ime dobio je prema poznatoj radijskog NBC-ovoj emisiji Truth or Consequences. Voditelj radijskog kviza Ralph Edwards Truth or Consequences izjavio je da će emitirati program iz prvog grada koji se prozove po njegovoj emisiji, a Hot Springs bio je prvi.

## Povijest
Prve toplice u ovom kraju napravljene su na ranču "John Cross" nad Geronimo Springsom poznih 1800-ih. Većeg naselja nije bilo sve dok nisu 1912. sagrađeni brana i akumulacijskog jezero Elephant Butte. Brana je zgotovljena 1916. godine. Brana Elephant Butte bila je dijelom projekta Rio Grande, davnog opsežnog projekta irigacije napravljenog prema Zakonu o kultiviranju iz 1902. godine. 1916. godine grad je inkorporiran kao Hot Springs. Sjedištem okruga Sierre postao je 1937. godine.

### Termalni izvori
Nekoliko je termalnih izvora u ovom gradu. Kombinirani istjek svih njih procjenjuje se na 99 litara po sekundi.
Prije Drugog svjetskog rata bilo je oko četrdeset toplica u ovom gradu. Do 2008, Hot Springs Association u Truth or Consequencesu imalo je deset toplica za članove. Pet od njih vodu dobivaju iz bunara, a La Paloma Hot Springs & Spa (bivši Marshall Hot Springs), Indian Springs Bath House i Hay-Yo-Kay Hot Springs imaju termalne izvore.

## Zemljopis
Nalazi se na 33°8′1″N 107°15′10″W / 33.13361°N 107.25278°W (33.133614, -107.252897). Prema Uredu SAD-a za popis stanovništva, zauzima 33,1 km2 površine, od čega 32,8 suhozemne.
Nalazi se na rijeci Rio Grandeu, blizu akumulacijskog jezera Elephant Buttea.

## Stanovništvo
Prema podatcima popisa 2010. u Truth or Consequencesu je bilo 6 475 stanovnika, 3 247 kućanstava od čega 1 508 obiteljskih, a stanovništvo po rasi bili su 85,7% bijelci, 0,6% "crnci ili afroamerikanci", 1,9% "američki Indijanci i aljaskanski domorodci", 0,5% Azijci, 7,6% ostalih rasa, 3,7% dviju ili više rasa. Hispanoamerikanaca i Latinoamerikanaca svih rasa bilo je 28,2%.